# Altissimo
Altissimo é uma comuna italiana da região do Vêneto, província de Vicenza, com cerca de 2.263 habitantes. Estende-se por uma área de 14 km², tendo uma densidade populacional de 162 hab/km². Faz fronteira com Brogliano, Crespadoro, Nogarole Vicentino, Recoaro Terme, San Pietro Mussolino, Valdagno, Vestenanova (VR).

## Demografia
| Variação demográfica do município entre 1861 e 2011                               |
|                                                                                   |
| Fonte: Istituto Nazionale di Statistica (ISTAT) - Elaboração gráfica da Wikipedia |